# Польско-чешские отношения
Польско-чешские отношения — двусторонние дипломатические отношения между Польшей и Чехией.
Государства являются членами Европейского союза, НАТО, Всемирной торговой организации, Вишеградской группы, Бухарестской девятки, Инициативы трёх морей, Организации экономического сотрудничества и развития, Организации по безопасности и сотрудничеству в Европе, Совета Европы и Организации Объединённых Наций. Протяжённость государственной границы между странами в настоящее время составляет 796 километров, её можно пересечь без пограничного контроля согласно действующему Шенгенскому соглашению.

## История

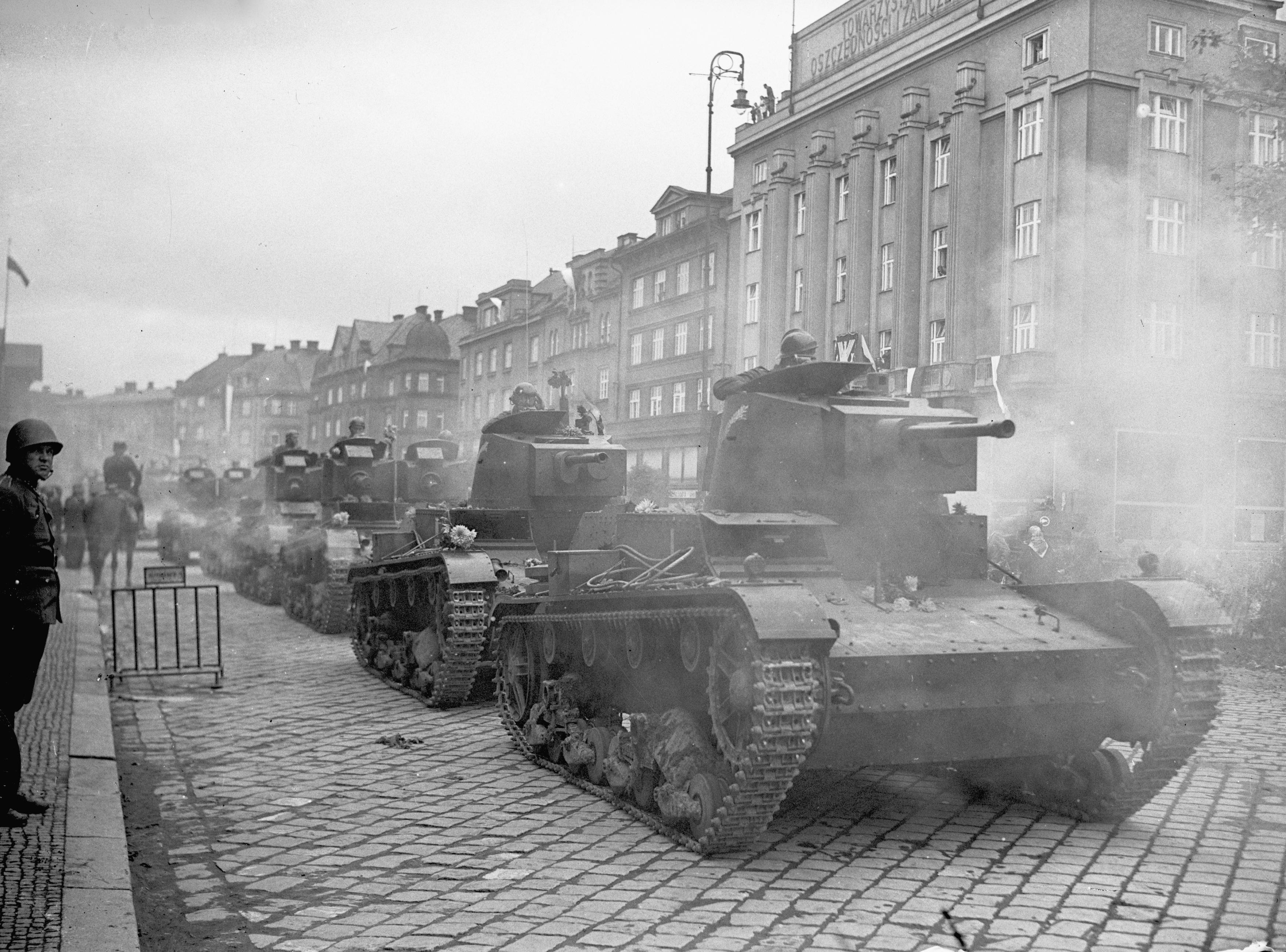
Польская армия производит захват Тешинской Силезии в 1938 году.

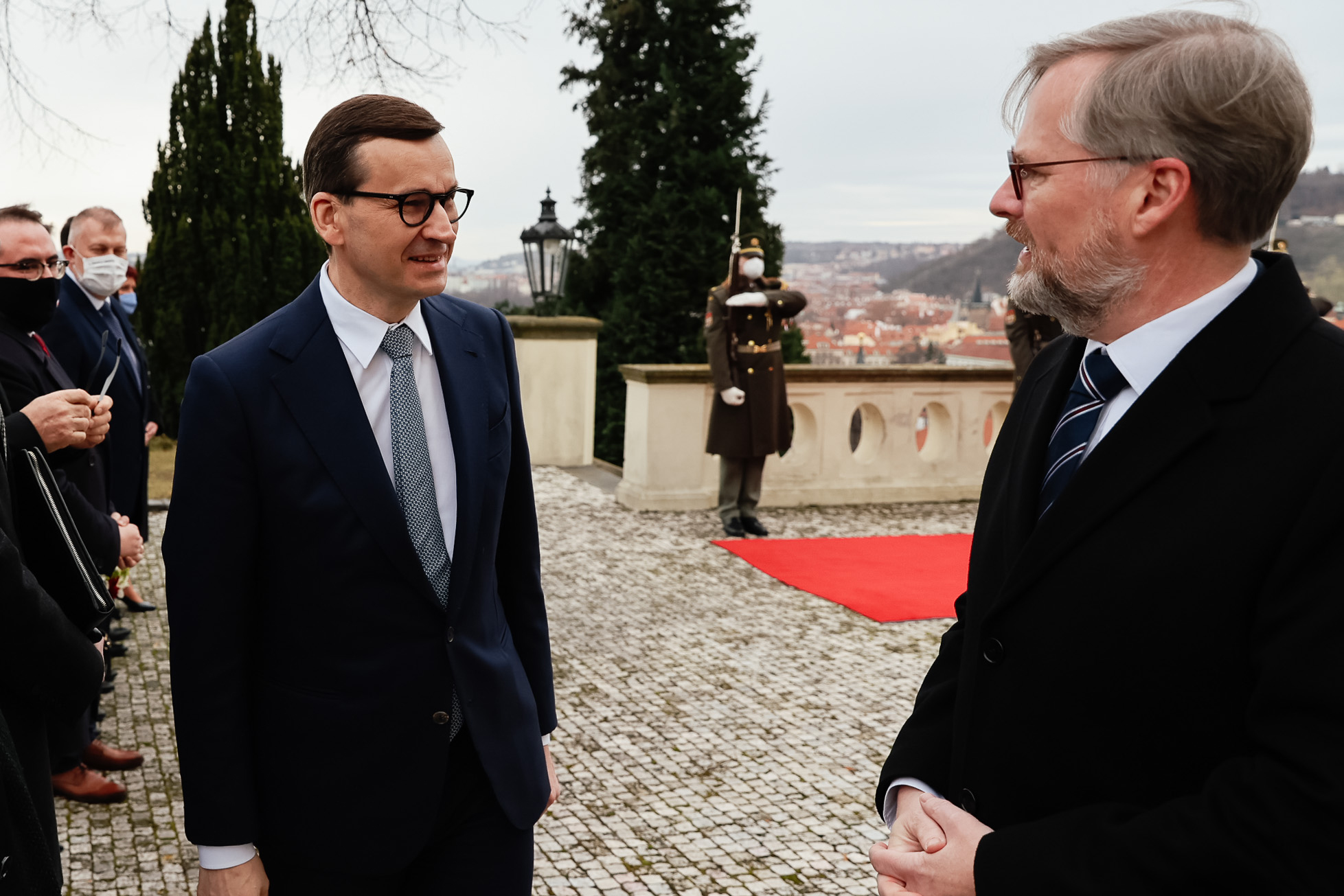
Премьер-министр Чехии Петр Фиала на встрече с премьер-министром Польши Матеушем Моравецким в Праге в 2022 году

Первые контакты между территориями современных государств восходят к Средневековью в IX—X веках. Представители династий Пястов и Пржемысловичей несколько раз вступали в брак. Польский правитель Мешко I женился на Дубравке Чешской, а князь Чехии Вратислав II был женат на Светославе Польской.
17 — 18 апреля 2010 года были объявлены в Чехии днями национального траура в память о 96 жертвах авиакатастрофы под Смоленском, в которой погибли в том числе президент Польши Лех Качиньский и его жена Марии Качиньской.
В 2010 году в Чехии был проведен опрос, согласно данным которого, отношения с Польшей заняли второе место по важности из 13 стран (после Словакии), причем 92 % респондентов оценили их как очень хорошие или скорее хорошие. В 1993 году, согласно опросам, 38 % чехов положительно относились к полякам, при этом 28 % относились к ним отрицательно. С тех пор произошел значительный прогресс, и в последние годы чехи входят в число самых положительно воспринимаемых наций в Польше, лидируя в опросах с 2010 года (53 % положительных мнений о чехах в 2010 году и 56 % в 2019 году).
Польские спасатели помогали ликвидировать последствия наводнений в Чехии в 2002 и 2013 годах.
Чехия и Польша являются важными торговыми партнерами. В 2019 году Польша была третьим по величине источником импорта и экспорта товаров для Чехии, тогда как Чехия была седьмым по величине источником импорта и вторым по величине экспортным направлением для Польши.
В феврале 2021 года Чехия подала иск на Польшу по поводу угольной шахты Турув в Европейский суд, что стало первым случаем, когда государство-член Европейского союза подало иск на другое государство по экологическим вопросам.
В 2021 году Чехия и Польша совместно принимали чемпионат Европы по волейболу среди мужчин.
В 2022 году польские спасатели помогли потушить лесные пожары в Чехии.
В Праге функционирует Польский институт.

## Дипломатические представительства
- Польша содержит посольство в Праге, генеральное консульство в Остраве и почётное консульство в Брно[12].
- Чехия имеет посольство в Варшаве, а также почётные консульства в Быдгоще, Ченстохове, Лодзе, Ополе[13], Познани, Щецине и Вроцлаве[14].

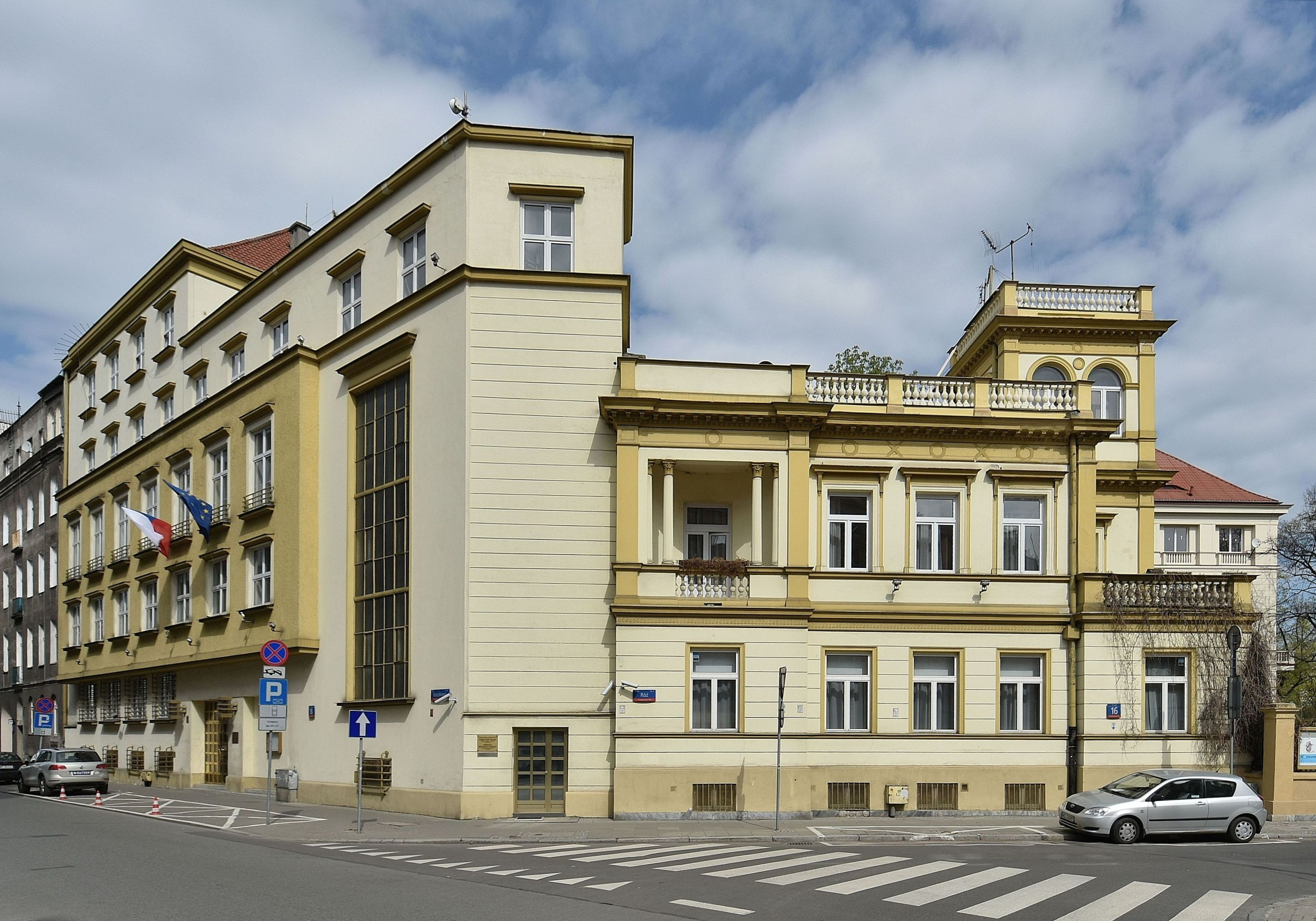
Посольство Чехии в Варшаве
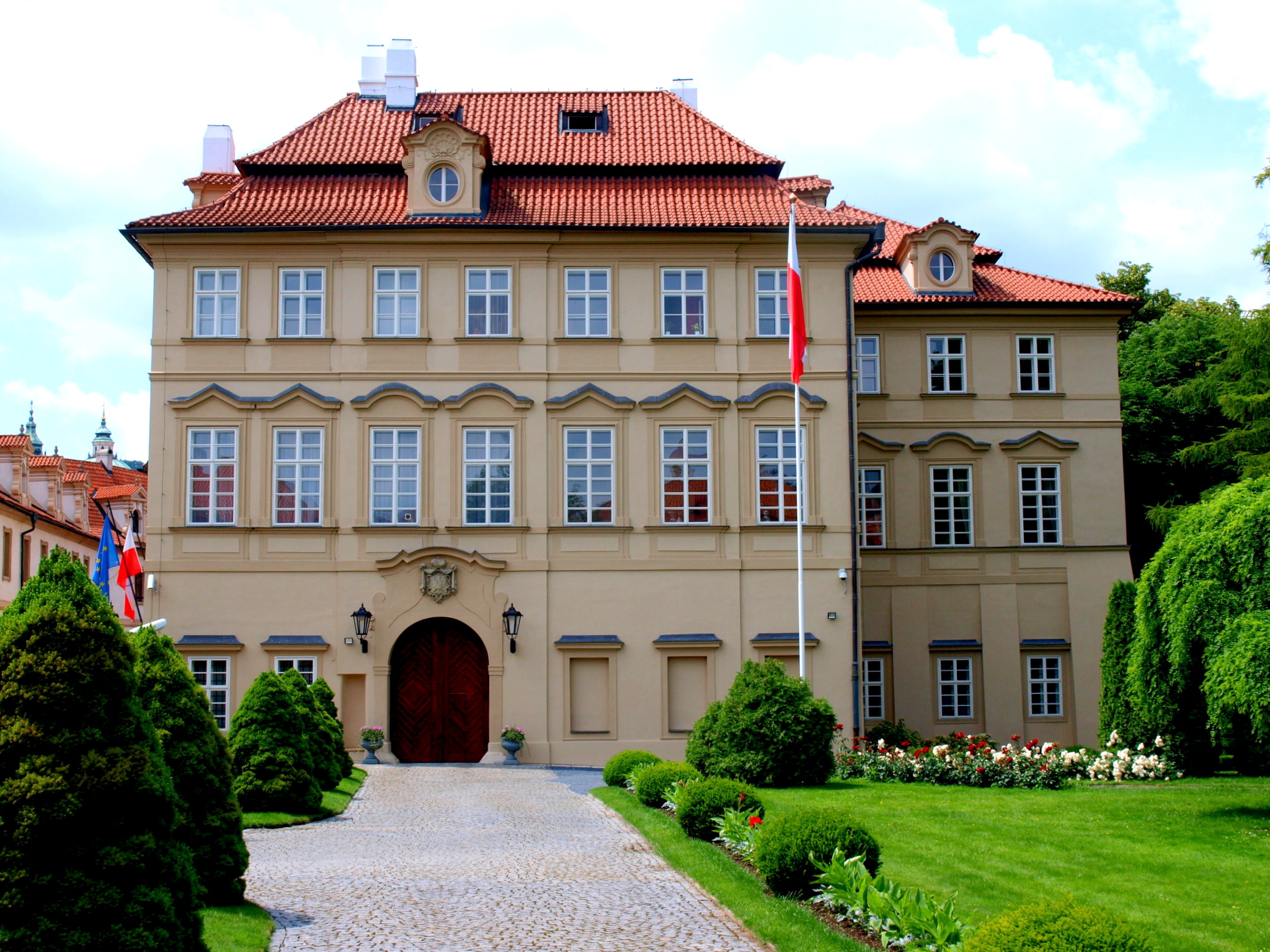
Посольство Польши в Праге
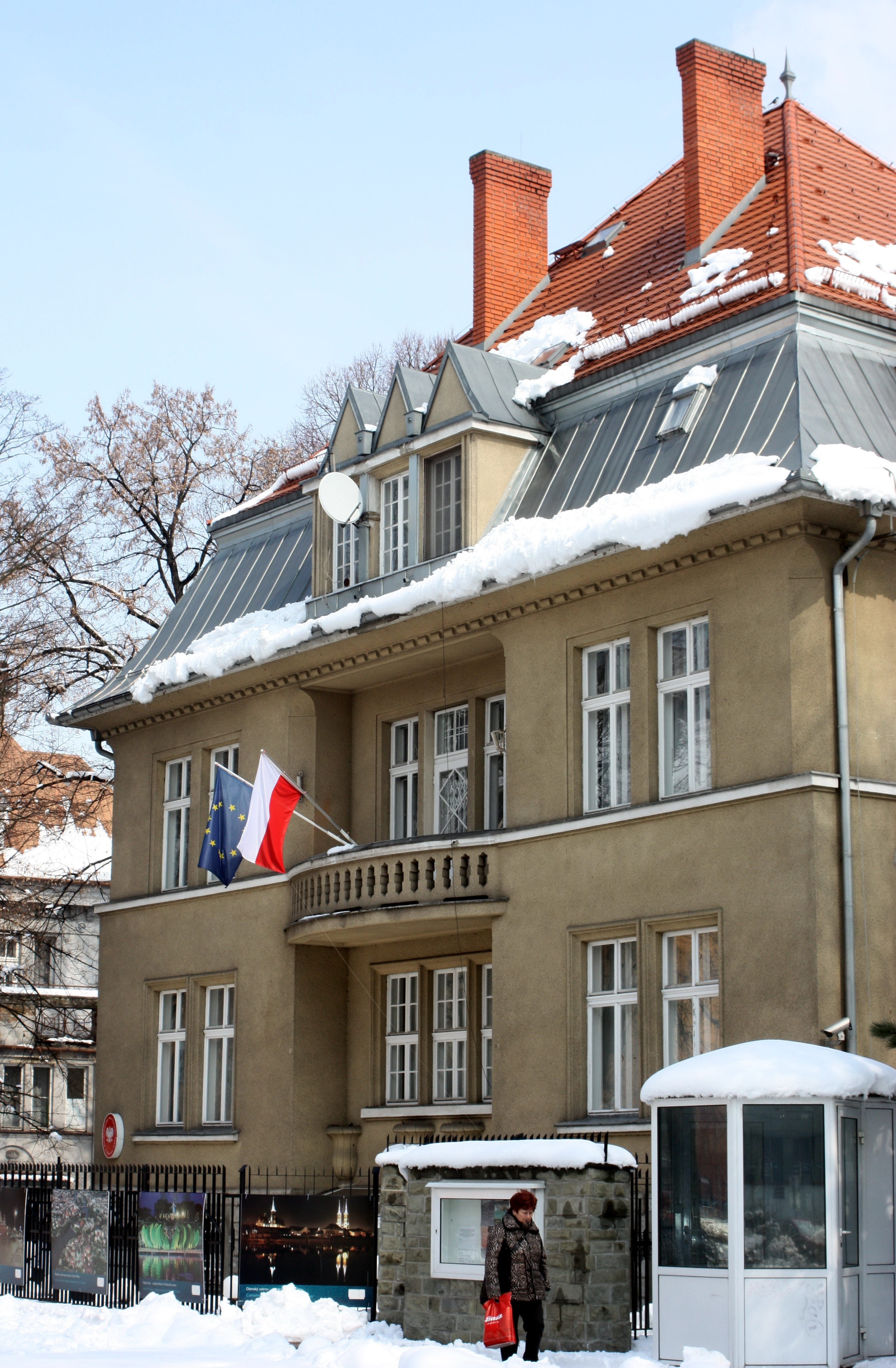
Генеральное консульство Польши в Остраве